# Michèle Plomer
Michèle Plomer est une écrivaine et traductrice québécoise née en 1965 à Montréal.

## Biographie
Son écriture fait écho à son amour des Cantons-de-l'Est, où elle habite, et de son séjour en Chine du Sud, où elle a enseigné l'anglais durant trois ans à l'Université de Shenzhen. Elle a fait partie d'un palmarès d'auteurs de romans québécois d'avant-garde. Elle a participé aux éditions 2014 et 2017 du festival littéraire Correspondances d'Eastman. Michèle Plomer a été finaliste au Prix des libraires de 2017. Elle est également coéditrice de la maison d'édition magogoise Chauve-souris.
En 2018, elle accompagne Dominic Tardif et la Fabrique culturelle à la bibliothèque de Memphrémagog, où elle explique son amour pour ce lieu historique et paisible. La citation suivante de Michèle Plomer est incluse dans le parcours littéraire du parc de la Baie-de-Magog: « Le lac était son refuge contre le vacarme des humains, une oasis dans la dureté de la terre. »
Elle subit un grave accident de voiture en 2022. En 2023, elle participe au balado Des femmes commes vous!, puis en 2024, à l'émission littéraire Tous les goûts sont dans la lecture sur MAtv. Son prochain titre mettra en scène les relations intergénérationnelles de la communauté d'Eastman, qui l'a soutenue pendant sa longue convalescence.

## Œuvre

### Romans
- 2007 : Le jardin sablier  (ISBN 9782922944327)
- 2010 :HKPQ  (ISBN 9782922944518)
- 2011 : Dragonville, tome 1 : Porcelaine  (ISBN 9782922944723)
- 2012 : Dragonville, tome 2 : Encre  (ISBN 9782923896090)
- 2013 : Dragonville, tome 3 : Empois  (ISBN 9782923896236)
- 2016 : Étincelle  (ISBN 9782923896618)
- 2018 : La petite voleuse de perles  (ISBN 9791094689110)
- 2019 : Habiller le cœur  (ISBN 9782923896960)

### Littérature jeunesse
- 2015 : Sueurs froides  (ISBN 9782981555878)
- 2021 : À l'eau  (ISBN 9782981913005)

### Traductions
- 2017 : Les gens de Shenzhen de Xue Yiwei   (ISBN 9782923896786)
- 2024 : Nîtisânak de Jas Morgan  (ISBN 9782925059141)

### Nouvelle
- 2018 : Moucheuse, dans Treize à table, sous la direction de Chrystine Brouillet et Geneviève Lefebvre  (ISBN 9782897114114)

### Essai
- 2022 : À nos filles, Michèle Plomer et Justine Latour  (ISBN 9782925059189)

## Honneurs
- 2007 : Prix Alfred Desrochers
- 2010 : Prix France-Québec